# Thuillies
Thuillies (en wallon Tuyî) est un village au sud ouest de la ville de Charleroi. Administrativement il fait partie de la ville et commune de Thuin, située en Région wallonne dans la province de Hainaut. C'était une commune à part entière avant la fusion des communes de 1977.

## Toponymie
À l'origine, Turoleis était une possession de l'abbaye de Lobbes. Par la suite, le nom devient Tuyphus puis Thulli au XIIe siècle. 

## Géographie

### Hydrographie
Traversé par la Biesmelle, un petit affluent de la Sambre. 

### Voies de communication
Le village se trouve au bord de la RN 53 reliant Charleroi à Beaumont. 
L'embranchement des anciennes lignes 109 et 111 des chemins de fer belges se trouvait à Thuillies. Le tracé des lignes, sur leur section de Thuillies a été transformé en chemin Ravel. 

## Évolution démographique
- Sources : INS, Rem. : 1831 jusqu'en 1970 = recensements, 1976 = nombre d'habitants au 31 décembre.

## Histoire
De la Préhistoire, l'on a retrouvé une quinzaine de haches polies, brisées pour la plupart. Des silex taillés ont été recueillis en plusieurs endroits, principalement sur la chaussée romaine et vers Donstiennes. Le lieu-dit Laleux a fourni de nombreux artéfacts néolithiques.
Une nécropole appelée champ d'urnes a également été découverte au sud de la commune près du hameau d'Ossogne au lieu-dit Couture de Pry. Cette nécropole date de la période allant du Xe siècle au VIe siècle av. J.-C. Les objets retrouvés consistent en des fragments de grandes urnes mêlés à des os calcinés ainsi que des fragments de cinq vases en terre cuite.
À l'époque mérovingienne, la région de Thuillies renfermait une grande densité de cimetières indiquant la présence à cette époque de plusieurs grands domaines agricoles contigus et notamment, une villa mérovingienne à Ossogne ayant probablement succédé à une petite villa romaine.
Au Moyen Âge, Turoleis, était une possession de l'abbaye de Lobbes. Il semble que ce soit le hameau d'Ossogne constituait au départ le noyau de la localité. Le village eut ses propres mayeurs et échevins jusqu'au XIIIe siècle, époque où il fut acquis par l'abbaye d'Aulne qui en fit une avouerie, l'avoué étant le seigneur de Donstiennes.
Aulne y fit construire une chapelle dédiée à Sainte Catherine, dépendante de la paroisse de Donstiennes jusqu'en 1802.
Le quartier de La Houzée et son église (emplacement du calvaire) releva de la paroisse de Gozée jusqu'au XVIe siècle avant d'être incorporé à la paroisse de Thuillies centre (dépendant de l'abbaye de Lobbes) qui s'est développé à proximité de la ferme de la Cour. Une église fut là érigée dès le 10 siècle et consacrée par Notger prince-évêque de Liège, venu à Thuin pour consacrer la collégiale. Ce bâtiment fut remplacé par l'église actuelle construite en 1787 par l'abbaye de Lobbes.
Au XIXe siècle, Thuillies connaît une expansion économique et démographique (quartier de Baulet) grâce à la construction de la route Charleroi-Beaumont, au développement de la culture betteravière, de la construction de deux sucreries, des plantations et manufactures de tabac, de l'arrivée du chemin de fer et du tram.
En 1977, Thuillies fusionne avec Thuin, une autre alternative de la population désirait de fusionné avec Cour-sur-Heure, Marbaix, Gozée et d'autres avec Donstiennes, Strée et Beaumont.

## Liste des bourgmestres de 1830 à 1977
- Pierre Trogh, de 19?? à 1977, il sera le premier bourgmestre de la ville de Thuin après les fusions.

## Patrimoine et culture

### Patrimoine architectural

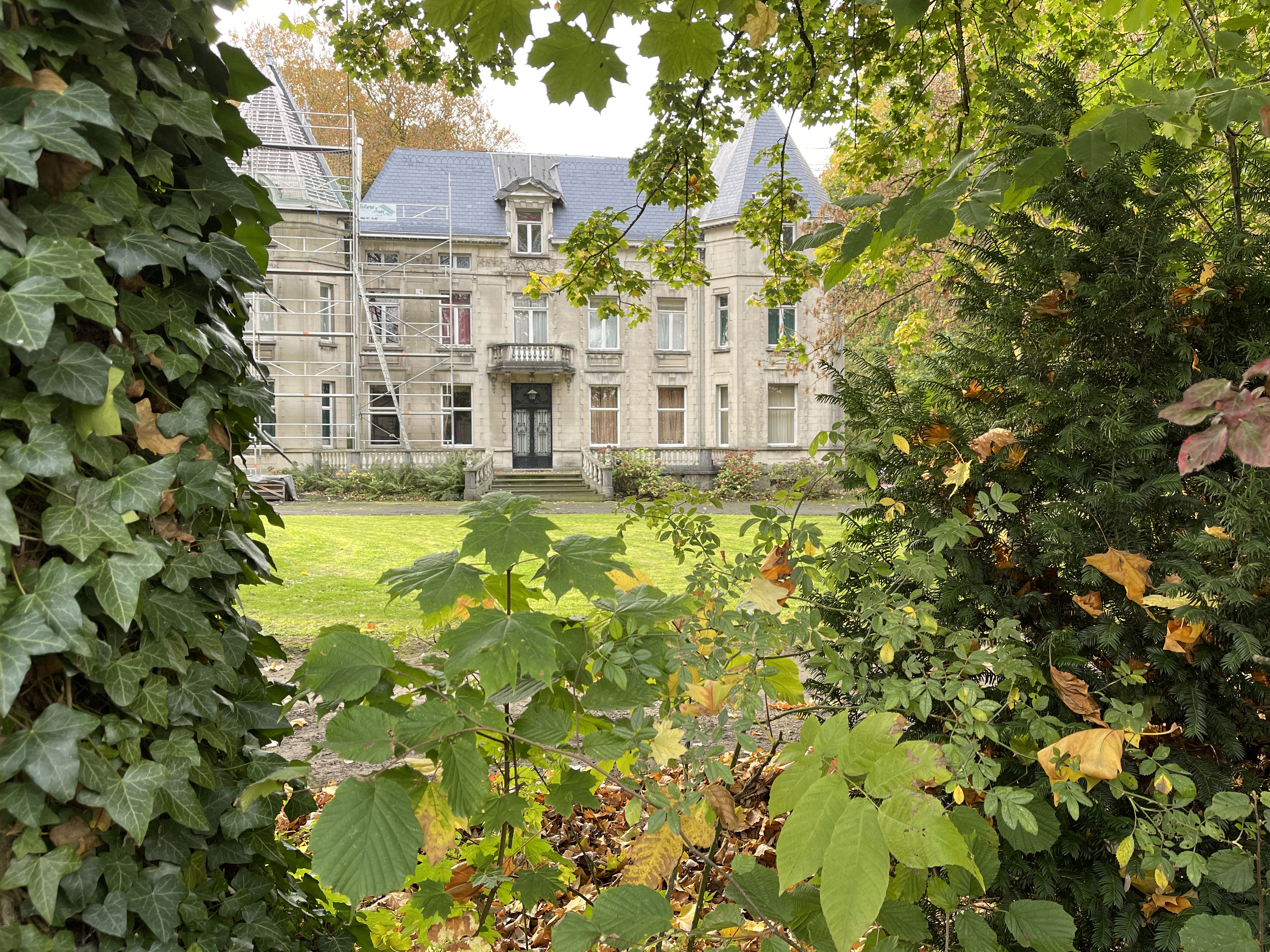
Le château de Thuillies.

- L'église Notre-Dame de la Nativité, construite en 1787, présente un style classique[5].
- La Ferme de la Cour, autrefois appelée la « Maison du Seigneur », remonte au XVIIe siècle et au dernier tiers du XVIIIe siècle. Il s'agit d'une ancienne dépendance de l'abbaye de Lobbes[6]. Elle se situe rue de la Garenne.
- La Chapelle du Calvaire, construite aux alentours de 1851 et 1852[7].
- Chapelle d'Ossogne, construite aux XVIe et XVIIe siècles dans un style gothique, a été réédifiée vers 1600, puis remaniée en 1739 à l'exception du chœur, et restaurée en 1879, 1932 et 1977[7].
- La Ferme du Jardinet, reconstruite en 1650 puis incendiée en 1653, était une ancienne dépendance de l'abbaye du Jardinet à Walcourt. Elle a été remaniée au XIXe siècle[8].
- Château d'Ossogne. Construit en 1587, il présente des tours cylindriques datant du XVIe siècle et du début du XXe siècle, ainsi qu'une annexe ajoutée au XVIIIe siècle[9].
- Ferme d'Ossogne, datant principalement des XVIIIe et XIXe siècles[9].

### Culture

#### Folklore
La Cavalcade de printemps se tient le dernier week-end de mai. Le dimanche, un cortège festif part de la Ferme Laduron, parcourt les rues du village et se termine sur la place communale par un rondeau final en soirée. Le brûlage du gille a lieu aux alentours de 21 heures.

## Enseignement
Ecole communale de Thuillies, Trî de l'Eglise.

## Économie

### Industries et agriculture

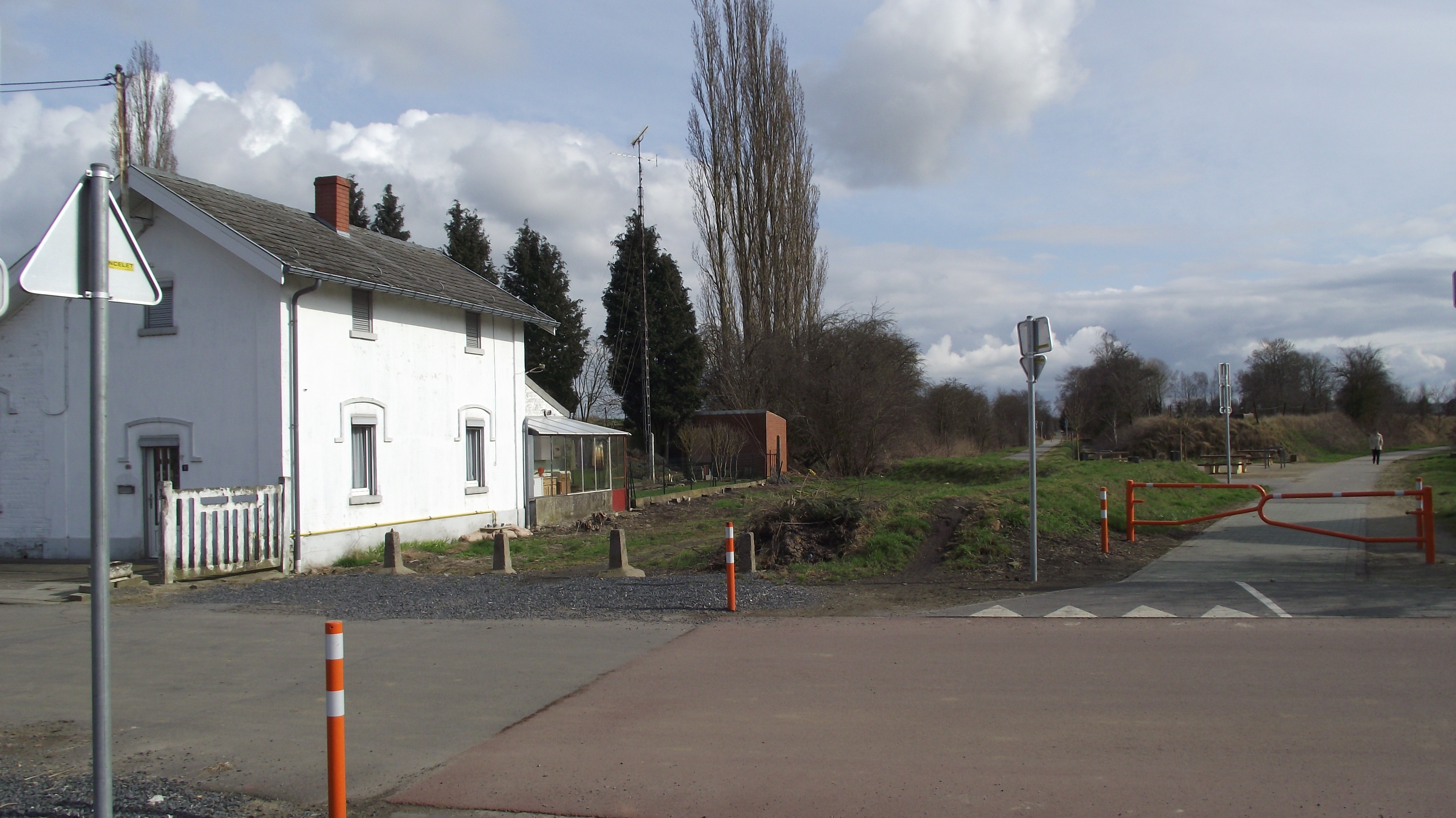
Embranchement des anciennes lignes 109 et 111.

Au XXe siècle : implantation d'une entreprise de constructions métalliques (fabrication de treuils) ayant pour principale clientèle : la batellerie, les sucreries et les charbonnages. Une importante imprimerie installe là ses machines et occupe plus de cinquante personnes. Une carrosserie réputée s'installa en bordure de la route de Beaumont.

## Sport et vie associative

### Sport
Thuillies possède un club de volley-ball « Tchalou volley » qui joue depuis le championnat 2018-2019 à l'échelon le plus élevé au niveau belge (ligue A nationale). L'équipe joue dans un écrin moderne, la Shape&Go Arena, au centre du village.